# Isaac Peace Rodman
Isaac Peace Rodman, né le 18 août 1822 à South Kingstown, État du Rhode Island et mort le 30 septembre 1862 à Sharpsburg, État du Maryland, est un brigadier général de l'Union. Il est enterré à South Kingstown, État de Maryland.

## Avant la guerre
Isaac Peace Rodman possède une fabrique de tissus et a une participation dans trois banques,. Il enseigne la religion.
Dans les années 1850, Isaac Peace Rodman est au conseil municipal. Il plaide auprès du Secrétaire d'État du Rhode Island de reconstituer l'unité de la milice appelée Narragansett Guards,.
Isaac Peace Rodman est sénateur de l'État du Rhode Island alors que la guerre de Sécession éclate. Alors qu'il était très favorable aux mesures de conciliation vis-à-vis des États du Sud, lorsque la convention de paix de Washington est ajourné, il change radicalement d'attitude et devient favorable à la guerre.

## Guerre de Sécession
Isaac Peace Rodman est nommé capitaine le 6 juin 1861 dans le 2nd Rhode Island Infantry.
Il participe à la première bataille de Bull Run où le gouverneur Sprague le remarque et lui propose de prendre le commandement du 4th Rhode Island Infantry. Il démissionne alors de sa commission du 2nd Rhode Island Infantryle 25 octobre 1861. Cinq jours plus tard, il réintègre le service actif et est nommé colonel du 4th Rhode Island Infantry. Après avoir été envoyé à Washington, le 4th Rhode Island Infantry est affecté auprès du général Burnside. Ainsi, il rejoint la « coast division » à Annapolis, qui formera plus tard le noyau du IX Corps. Il participe à la bataille de Roanoke Island. Lors de la bataille de New Bern, il fait charger à la baïonnette sa division alors qu'elle est prise sous le feu ennemi. Les troupes confédérées sont alors mises en déroute et capture plusieurs pièces d'artillerie ainsi que le fanion de la « Latham's Battery ».  Il est nommé brigadier général des volontaires le 28 avril 1862.
Il participe à la bataille de Fort Macon. Il contracte la fièvre typhoïde et retourne chez lui pour recouvrer la santé.
Il est rappelé par le général Burnside pour participer aux opérations visant à contrer l'invasion du Maryland lancée par le général Robert Lee. Il participe à la tentative de la prise de Turner's Gap lors de la bataille de South Mountain.
Il commande la 3rd division du IX Corps à la bataille d'Antietam où il est mortellement blessé le 17 septembre 1862. Alors que le 4th Rhode Island est à l'extrémité du flanc gauche de l'armée du Potomac, il se retrouve dans un champ de maïs face à une brigade confédérée. Alors qu'Isaac Peace Rodman tente de rallier le 16th Connecticut qui venait de flancher, il est blessé à la poitrine. Il succombe de ses blessures le 30 septembre 1862. Très pieux, on retrouvera sa bible personnelle ensanglantée près de sa poitrine.

Lors de son éloge funèbre, le sénateur Henry B. Anthony a dit : 

« Ici repose le vrai type du soldat patriote. Né et éduqué selon des préceptes pacifiques, sans soif pour la distinction militaire sans appétence ou prédilection pour la vie militaire, il a répondu dès le premier appel de son pays, et leva son épée pour le défendre. »

 Lori Urso, directeur de la Pettaquamscutt Historical Society in Kingston, précise que plus de 10 000 ont assisté à ses funérailles, les premières qui se soient tenues à la Rhode Island State House.